# Canton de Duingt
Le canton de Duingt ou de Duingt-d'Héré est un ancien canton français, situé dans le département de la Haute-Savoie. Le chef-lieu de canton se trouvait à Duingt.

## Géographie
Le canton de Duingt correspondait au mandements ou châtellenie de Duingt. Dans un premier temps centré sur les communes de la rive gauche du lac d'Annecy entre la plaine de Doussard, versant est du roc des Bœufs, et le pays du Laudon, il délaisse la plaine de Doussard pour ne garder que les communes situées sur les versants (Chevaline et La Thuile), maintient le contrôle sur le val du Laudon et s'ajoute une partie des communes situées sur le versant ouest du massif du Semnoz.

## Histoire
Lors de l'annexion du duché de Savoie à la France révolutionnaire en 1792, le mandement de Duingt est organisé, en 1793, en canton dont Duingt est le chef-lieu, au sein du district d'Annecy, dans le département du Mont-Blanc,. Ce nouveau canton compte sept communes : Doussard, Duingt-d'Héré, Entrevernes, Leschaux, Saint-Eustache, Saint-Jorioz et Lathuile avec 3 825 habitants. Avec la réforme de 1800, le canton est supprimé et les communes sont réparties entre les cantons d'Annecy-Sud et de Faverges,,.
En 1814, puis 1815, le duché de Savoie retourne dans le giron de la maison de Savoie. Duingt redevient le centre d'un mandement sarde. Il comprend onze communes, dans la province de Genevois,. Il est constitué des communes suivantes : Allève, Balmont, Chevaline, Duingt, Entreverne, Gruffy, Leschaux, Quintal, Saint-Eustache, Saint-Jorioz, Saint-Sylvestre, Sevrier, La Thuile et Viuz-la-Chiesaz. Lors de la réforme de 1818, le mandement passe à 23 communes, récupérant les paroisses de Chapeiry, Chavanod, Gevrier, Lovagny, Meithet, Montagny, Mures, Nonglard, Poisy, Seynod, Vieugy et perdant Chevaline et Lathuile. En 1837, le mandement de Duingt garde son nombre de communes, au sein de la nouvelle la division administrative d'Annecy.
Au lendemain de l'annexion de 1860, le duché de Savoie est réuni à la France et retrouve une organisation cantonale, au sein du nouveau département de la Haute-Savoie (créé par décret impérial le 15 juin 1860). Le canton de Duingt est recréé. Il est toutefois supprimé quelques mois plus tard avec la rectification du 20 décembre 1860 passant en partie dans le nouveau canton d'Annecy-Sud,. Le décret 16 août 1973 fait disparaître le canton d'Annecy-Sud et le nouveau canton de Seynod est créé.